# Filippo Beroaldo il Vecchio
Filippo Beroaldo (Bologna, 1453 – 1505) è stato un umanista e filologo italiano.
È detto il Vecchio per distinguerlo dal suo parente Filippo Beroaldo il Giovane.

## Biografia
Professore di retorica e filosofia presso l'Università di Bologna dal 1479, è celebre soprattutto come commentatore di Apuleio e precettore del figlio di un suo cugino, Filippo Beroaldo il Giovane. Una sua raccolta di testi di Agricoltura del 1503, che oltre a Columella, conteneva le opere di Varrone, Catone e Rutilio Palladio, ebbe un grande successo a livello europeo.